# کنیسه باغ صبا
کنیسه باغ صبا یکی از کنیساهای مهم یهودیان در شمال شرق تهران است. این کنیسه در سال ۱۳۳۰ خورشیدی به وسیله گروهی از یهودیان کوی باغ صبا و ساکنین اطراف آن (واقع در جاده قدیم شمیران) تأسیس گردید. ابتدا یکی از ساکنین کوی مقدم، سلیمان رازقی با اختصاص دادن اتاقی در منزلش و قرار دادن یک سفر توراه، بنیاد این کنیسا را پی ریزی نمود. سپس یکی دیگر از یهودیان باغ صبا به نام سلیم کرندیان منزل خود را برای کنیسه اختصاص داد. بدین ترتیب کنیسه از یک اتاق به این منزل منتقل گردید. افزایش جمعیت یهودیان باغ صبا باعث شد که نیاز به فضای بیشتر حس شود. شورای کنیسه تصمیم گرفت که بنای جدیدی برای نیازهای ساکنین ایجاد کند. از این رو زمینی که در کنار کنیسه بود خریداری شد و ساختمان جدید آغاز به ساخت گردید.با کمک مالی آشمون نعمان ساختمانی مجلل با بنای ۱۹۹۵ متر مربع در دو طبقه، یک کنیسا در طبقه دوم با گنجایش ۳۰۰ نفر و یک کنیسا در طبقه اول با گنجایش ۱۵۰ نفر همچنین مدرسه با شش کلاس ابتدایی ساخته شد.
در 11 فروردین 92 مراسم بزرگداشت رهبر یهودیان ایران حاخام یوسف همدانی کهن در این کنیسه برگزار شد. همچنین پس از فوت وی مراسم ختم او نیز در همین کنیسه برگزار گردید. 